# Eroni Sau

a Compétitions nationales et continentales officielles uniquement.

b Matchs officiels uniquement.
Dernière mise à jour le 17 mars 2022.
Eroni Sau, né le 5 février 1990 à Nabukeru, Yasawa aux Fidji, surnommé « Sledge Hammer » (le marteau de forge), est un joueur fidjien de rugby à sept et à XV qui évolue au poste de trois-quart aile. Il joue pour l'équipe des Fidji de rugby à sept lors des World Rugby Sevens Series 2017-2018 et a fait ses débuts lors du tournoi de Dubaï de rugby à sept 2017. Depuis novembre 2018, il est également international fidjien de rugby à XV.

## Biographie
Sau vient du village de Nabukeru, Yasawa et a étudié à la Yasawa High School avant de partir pour Lautoka pour terminer son année à la Ba Provincial Freebird Institute où il fut initié au rugby à XIII. Il rejoint alors les Saru Dragons et se voit offrir un contrat pour jouer aux Îles Cook.
Plus tard, il rencontre Lagilagi Golea (responsable du développement FNRL) qui le pousse à rejoindre le rugby à sept et contacte l'entraineur de l'équipe Red Rock Rugby Club, Lote Rasiga. Sau rejoint l'équipe à Qauai et part en tournée en Australie.
En 2014, il est recruté comme gendarme spécial à la Totogo Police Station à Suva et rejoint l'équipe de Fiji Police Rugby Team.
Il se fait un nom en jouant les tournois à sept locaux et est sélectionné avec l'équipe de Fijian Drua par le manager Senirusi Seruvakula pour représenter l'équipe au tournoi national de rugby à sept de 2017. Plus tard, il attire l'attention du manager de l'équipe de rugby à sept des Fidji qui l'incorpore dans l'équipe.
Au terme de la saison 2017-2018, il a inscrit 185 points (37 essais) en 58 matchs avec l'équipe des Fidji à sept. Il a aussi été nommé Impact player lors du tournoi de Hong-Kong 2017, il a remporté cinq tournois et terminé une fois à la troisième place lors de la saison 2017-2018 des World Rugby Sevens Series. Il a également remporté la médaille d'argent aux Jeux du Commonwealth 2018.
En mai 2018, il s'engage pour deux saisons avec le club de l'USA Perpignan qui accède pour la saison 2018-1019 au Top 14, le championnat de France de rugby à XV. Retenu pour les matchs d'automne de la sélection fidjienne de rugby à XV, il obtient sa première sélection lors du deuxième match de cette tournée, contre l'Uruguay, rencontre où il inscrit trois essais lors d'une victoire 68 à 7.
Sortant d'une saison en demi-teinte avec le club catalan il signe à Édimbourg Rugby le 25 mars 2019 pour la saison suivante.

## Palmarès

### En club
Néant

### En sélection (rugby à sept)
- Vainqueur de tournoi à sept :
  - Nouvelle Zélande : 2018
  - Canada : 2018
  - Hong-Kong : 2018
  - Singapour : 2018
  - Londres : 2018